# Mabscott
La ville de Mabscott est située dans le comté de Raleigh, dans l’État de Virginie-Occidentale, aux États-Unis. Sa population s’élevait à 1 408 habitants lors du recensement de 2010.

## Histoire
Mabscott devient une municipalité de Virginie-Occidentale en 1906, quelques années après l'ouverture de ses premières mines de charbon. Elle doit son nom à Mabel Scott, femme d'un responsable d'une société minière locale.